# Ruheschwebelage
Die Ruheschwebelage (auch Ruhelage) ist ein Begriff aus der Zahnmedizin.

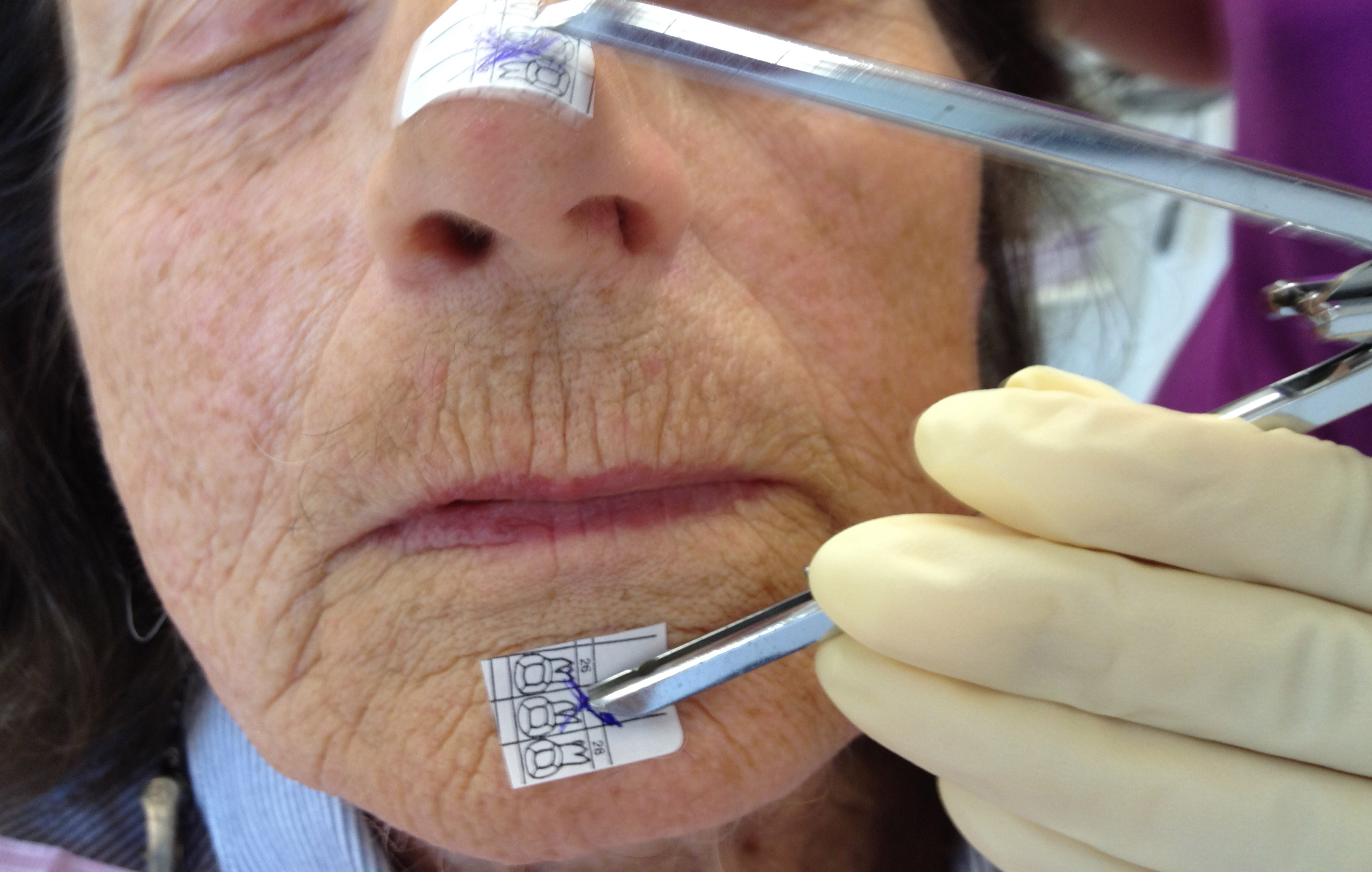
Bestimmung der Ruheschwebelage mit einem Zirkel nach Zielinsky

Im entspannten Zustand berühren sich die Zahnreihen nicht, sondern haben einen geringen Abstand voneinander. Diese Position nennt man Ruheschwebelage. Klinisch wird die Ruheschwebelage zahnärztlicherseits häufig dadurch bestimmt, dass der Patient aufgefordert wird, den Buchstaben „M“ zu summen. Die hierbei eingenommene Position des Unterkiefers wird dann als Ruheschwebelage angenommen und beispielsweise mit einem Zirkel nach Zielinsky gemessen. Damit können Registrierschablonen (früher: Bissschablonen) im Mundes des Patienten so angepasst werden, dass sie den ursprünglich gemessenen Werten entsprechen. Mittels der Registrierschablonen können vom Zahntechniker anschließend die Kiefermodelle in einen Artikulator eingebaut werden, mit dem Kaubewegungen simuliert werden können.
Insbesondere für den unbezahnten Patienten wird angegeben, von der so ermittelten Ruheschwebelage auf die anzustrebende Bisshöhe von Totalprothesen zu schließen (beispielsweise 2–3 mm niedriger als die Ruheschwebelage). Dabei wird davon ausgegangen, dass die Ruheschwebelage beim Erwachsenen weitgehend konstant sei, was vielfach nicht der Fall ist. Vielmehr lässt sich gerade durch Zahnersatz die Bisshöhe und dem folgend die Ruheschwebelage beeinflussen. Ist der Biss – beispielsweise durch Abrasion – abgesunken, kann eine Orientierung an der Ruheschwebelage fehlerhaft sein. In diesem Fall sollte die ursprüngliche Bisshöhe zusätzlich nach funktionellen und ästhetischen Kriterien bestmöglich wiederhergestellt werden; die geeignete Auswertung eines Fernröntgenseitenbildes kann dabei hilfreich sein.